# Sevillanas
Sevillanas je španělský folklórní tanec pocházející z Andalusie na jihu Španělska, podle jejíhož hlavního města Sevilla se nazývá.
Tancuje se většinou v páru muž-žena nebo dvě ženy spolu, tančící se často doprovázejí hrou na kastaněty.
Základní krok se tancuje na čtyřikrát tři doby.

## Dvě varianty rytmu
- 1 2 3 4 5 6 7 8 9 10 11 12
- 1 2 3 4 5 6 7 8 9 10 11 12

Sevillanas se skládá ze čtyř tanců: "setkání", "svádění", "konfrontace" a "stvoření". Jsou to sestavy vytvořené z několika základních prvků. Paseillo je obřadní otevření tance, pasada výměna partnerů bok po boku, careo výměna tváří v tvář, remate důrazné zakončení do závěrečné pózy desplante.>

## Struktury
1. 5 paseillos, 1 pasada, 1 paseillo, 4 laterales, 1 pasada, 1 paseillo, 4 pasadas, remate, desplante
2. 1 paseillo, 3 "vlání", otočka, 1 pasada, 1 paseillo, 6 valčíkových kroků, otočka, 1 pasada, 1 paseillo, 8 valčíkových dokola, remate, desplante
3. 1 paseillo, otočka vlevo, 2 "koňské" kroky, otočka vpravo, 2 "koňské", 1 pasada, 1 paseillo, 3 laterales a zapateado (dupnutí), otočka, 1 pasada, 1 paseillo, 1 pasada, 2 "koňské", 1 pasada, 2 "koňské", remate, desplante
4. 1 paseillo, otočka vlevo, 1 "koňský", otočka vpravo, 1 "koňský", 1 pasada, 1 paseillo, 1 careo, 2 valčíkové, 1 careo, otočka, 1 pasada, 1 paseillo, 4 careos, remate, desplante.